# Listopad 2022
Toto je archivovaný článek z portálu Aktuality.
2. listopadu – středa
 Válka v Tigraji: Etiopská vláda a Tigrajská lidově osvobozenecká fronta oznámily dohodu o příměří a koordinovaném odzbrojení. 
3. listopadu – čtvrtek
 Bývalý pákistánský premiér Imran Chán byl postřelen během politické kampaně. 
6. listopadu – neděle
 V egyptském Šarm aš-Šajchu byl zahájen celosvětový klimatický summit COP 27 – Česko na zahájení konference zastupoval premiér Petr Fiala  
8. listopadu – úterý
 Do nadcházejících voleb prezidenta České republiky se přihlásilo 21 kandidátů. 
9. listopadu – středa
 Bitva o Cherson: Ruský ministr obrany Sergej Šojgu nařídil stažení ruských sil z pravého břehu Dněpru v Chersonské oblasti. 
12. listopadu – sobota
 Při srážce stíhacího letounu P-63 Kingcobra a bombardéru Boeing B-17 Flying Fortress na letecké přehlídce v Dallasu zemřelo šest lidí. 
13. listopadu – neděle
 Nataša Pircová Musarová byla zvolena první slovinskou prezidentkou. 
 Šest lidí bylo zabito a nejméně 53 dalších zraněno při výbuchu v ulici Istiklal v istanbulské čtvrti Beyoğlu. 
 Benjamin Netanjahu byl pověřen sestavením nové izraelské vlády. 
15. listopadu – úterý
 V polské obci Przewodów u hranice s Ukrajinou došlo k výbuchu a úmrtí dvou osob, pravděpodobně po dopadu zbloudilé ukrajinské střely protiraketové obrany v průběhu masivního ruského útoku. 
 Stovky lidí protestovaly proti zrušení letiště Plzeň-Líně a stavbě továrny koncernu Volkswagen. 
16. listopadu – středa
 Raketa SLS vynesla loď Orion k nepilotovanému testovacímu letu mise Artemis I k Měsíci. 
17. listopadu – čtvrtek
 Při požáru obytného domu v utečeneckém táboře u města Džabálijá v Pásmu Gazy zahynulo nejméně 21 lidí. 
 Igor Girkin, Sergej Dubinský a Leonid Charčenko byli nizozemským soudem v nepřítomnosti odsouzeni k doživotnímu odnětí svobody za sestřelení letu Malaysia Airlines 17. 
19. listopadu – sobota
 Elizabeth Holmesová byla odsouzena k odnětí svobody na 11 let a tři měsíce za podvod vůči investorům do její zdravotnické společnosti Theranos. 
20. listopadu – neděle
 V egyptském Šarm aš-Šajchu skončil s dvoudenním zpožděním celosvětový klimatický summit COP 27 – jeho výsledky jsou většinou přijímány s rozpaky. 
 Mezinárodní agentura pro atomovou energii je extrémně znepokojena pokračujícím ostřelováním areálu Záporožské jaderné elektrárny. 
 V Kataru začalo mistrovství světa ve fotbale. 
 Při střelbě v LGBTQ klubu v Colorado Springs bylo zastřeleno pět lidí. 
21. listopadu – pondělí
 Silné zemětřesení zasáhlo indonéskou provincii Západní Jáva způsobilo rozsáhlé škody a vyžádalo si nejméně 268 mrtvých. 
22. listopadu – úterý
 Při střelbě ve virginském Chesapeake zemřelo šest lidí. Střelec spáchal sebevraždu. 
27. listopadu – neděle
 Představitelé slovenské vlády se dohodli s lékařskými odboráři na zvýšení platů zdravotníkům na úroveň českých lékařů. Následně 2100 lékařů, kteří chtěli odejít pracovat do ciziny, stáhlo své výpovědi a slovenskému zdravotnictví už nehrozí nouzový stav. 
28. listopadu – pondělí
 Kvůli nastupující energetické krizi byl pro letošek ukončen provoz Velkého hadronového urychlovače. Stalo se tak o dva týdny dříve než v předchozích letech. 
30. listopadu – středa
 Národní centrála proti organizovanému zločinu zadržela Richarda Watzkeho zakladatele firmy Xixoio. 